# 대한민국의 고등학교 사회 교과목
대한민국의 고등학교 사회 교과목은 대한민국의 고등학교에서 사회(일반사회, 도덕윤리, 역사, 지리) 배우는 과목이다. 단위 수업 시간은 50분이다.

## 현행 교육과정
2015 개정 교육과정에서는 과목마다 달렸던 사회 + 도덕과에서 통합사회로 흡수하였다. 법과 정치에서 정치와 법으로 바뀌었다가, 여행 지리와 사회문제 탐구, 고전과 윤리 등의 진로 선택을 추가하였다.

### 통합사회(공통)
| 영역             | 내용                                                         | ebook |
| ---------------- | ------------------------------------------------------------ | ----- |
| 삶의 이해와 환경 | 인간 · 사회 · 환경과 행복, 자연환경과 인간, 생활 공간과 사회 |       |
| 인간과 공동체    | 인권 보장과 헌법, 시장경제와 금융, 사회 정의와 불평등        |       |
| 사회 변화와 공존 | 문화와 다양성, 세계화와 평화, 미래와 지속가능한 삶           |       |

### 한국사(공통)
| 영역                                   | 내용 | ebook |
| -------------------------------------- | --- | ----- |
| 우리 역사와 형성과 고조선의 성립       | 역사의 의미와 역사 학습의 목적, 만주와 한반도 지역의 선사 문화, 고조선의 발전과 여러 나라의 성장                                        |       |
| 고대 국가의 발전                       | 삼국의 성장과 가야, 삼국 간의 경쟁과 신라의 삼국 통일, 남북국의 성립과 발전, 고대의 문화와 대외 교류                                    |       |
| 고려의 성립과 발전                     | 고려의 성립과 통치 체제의 정비, 무신 정권의 성립과 농민·천민의 봉기, 대몽 항쟁과 반원 자주화의 노력, 고려 문화와 대외 교류              |       |
| 조선의 성립과 발전                     | 조선의 통치 체제 정비, 왜란과 호란, 정치 운영의 변화와 사회·경제적 변동, 사상과 문화의 변화                                             |       |
| 국제 질서의 변동과 근대 국가 수립 운동 | 개항과 개화 정책의 실시, 근대 국가 수립 노력, 일제의 침략과 국권 수호 운동의 전개, 독도와 간도                                          |       |
| 일제 강점과 민족 운동의 전개           | 1910년대 일제의 식민 통치와 3·1 운동, 1920년대 일제의 식민 통치와 국내외 민족 운동, 1930년대 이후 일제의 식민 통치와 국내외 민족 운동   |       |
| 대한민국의 발전과 현대 세계의 변화     | 대한민국 수립과 6·25 전쟁, 자유 민주주의의 발전, 경제 성장과 사회·문화의 변화, 북한의 변화와 남북 간의 평화 통일 노력, 현대 세계의 변화 |       |

### 한국 지리(일반)
| 영역                         | 내용 | ebook |
| ---------------------------- | --- | ----- |
| 국토 인식과 지리 정보        | 국토의 위치와 영토 문제, 국토 인식의 변화, 지리 정보와 지역 조사                                              |       |
| 지형 환경과 인간 생활        | 한반도의 형성과 산지의 모습, 하천 지형과 해안지형, 화산 지형과 카르스트 지형                                  |       |
| 기후 환경과 인간 생활        | 우리나라의 기후 특성, 기후와 주민 생활, 기후 변화와 자연재해                                                  |       |
| 거주 공간의 변화와 지역 개발 | 촌락의 변화와 도시 발달, 도시 구조와 대도시권, 도시 계획과 재개발, 지역 개발과 공간 불평등                    |       |
| 생산과 소비의 공간           | 자원의 의미와 자원 문제, 농업의 변화와 농촌 문제, 공업의 발달과 지역 변화, 교통·통신의 발달과 서비스업의 변화 |       |
| 인구 변화와 다문화 공간      | 인구 구조의 변화와 인구 분포, 인구 문제와 공간 변화, 외국인 이주와 다문화 공간                                |       |
| 우리나라의 지역 이해         | 지역의 의미와 지역 구분, 북한 지역의 특성과 통일 국토의 미래, 각 지역의 특성과 주민 생활                      |       |

### 세계 지리(일반)
| 영역                                    | 내용 | ebook |
| --------------------------------------- | --- | ----- |
| 세계화와 지역 이해                      | 세계화와 지역화, 지리 정보와 공간 인식, 세계의 지역 구분                                                                                           |       |
| 세계의 자연환경과 인간 생활             | 열대 기후 환경, 온대 기후 환경, 건조 및 냉·한대 기후 환경과 지형, 세계의 주요 대지형, 독특하고 특수한 지형들                                       |       |
| 세계의 인문환경과 인문 경관             | 주요 종교의 전파와 종교 경관, 세계의 인구 변천과 인구 이주, 세계의 도시화와 세계도시체계, 주요 식량 자원과 국제 이동, 주요 에너지 자원과 국제 이동 |       |
| 문순 아시아와 오세아니아                | 자연환경에 적응한 생활 모습, 주요 자원의 분포 및 이동과 산업 구조, 최근의 지역 쟁점: 민족(인종) 및 종교적 차이                                     |       |
| 건조 아시아와 북부 아프리카             | 자연환경에 적응한 생활 모습, 주요 자원의 분포 및 이동과 산업 구조, 최근의 지역 쟁점: 사막화의 진행                                                 |       |
| 유럽과 북부 아메리카                    | 주요 공업 지역의 형성과 최근 변화, 현대 도시의 내부 구조와 특징, 최근의 지역 쟁점: 지역의 통합과 분리 운동                                         |       |
| 사하라 이남 아프리카와 중·남부 아메리카 | 도시 구조에 나타난 도시화 과정의 특징, 다양한 지역 분쟁과 저개발 문제, 최근의 지역 쟁점: 자원 개발을 둘러싼 과제                                   |       |
| 평화와 공존의 세계                      | 경제의 세계화에 대응한 경제 블록의 형성, 지구적 환경 문제에 대한 국제 협력과 대처, 세계 평화와 정의를 위한 지구촌의 노력들                         |       |

### 동아시아사(일반)
| 영역                                          | 내용                                                                             | ebook |
| --------------------------------------------- | -------------------------------------------------------------------------------- | ----- |
| 동아시아 역사의 시작                          | 동아시아와 동아시아사, 자연 환경과 생업, 선사 문화. 국가의 성립과 발전           |       |
| 동아시아 세계의 성립과 변화                   | 인구 이동과 정치·사회 변동, 국제 관계의 다원화, 유학과 불교                      |       |
| 동아시아의 사회 변동과 문화 교류              | 17세기 전후 동아시아 전쟁, 교역망의 발달과 은 유통, 사회 변동과 서민 문화        |       |
| 동아시아의 근대화 운동과 반제국주의 민족 운동 | 새로운 국제 질서와 근대화 운동, 제국주의 침략 전쟁과 민족 운동, 서양 문물의 수용 |       |
| 오늘날의 동아시아                             | 제2차 세계 대전 전후 처리와 냉전 체제, 경제 성장과 정치 발전, 갈등과 화해        |       |

### 세계사(일반)
| 영역                         | 내용                                                                               | ebook |
| ---------------------------- | ---------------------------------------------------------------------------------- | ----- |
| 인류의 출현과 문명의 발생    | 세계사 학습의 필요성, 인류의 출현과 선사 문화, 문명의 발생                         |       |
| 동아시아 지역의 역사         | 동아시아 세계의 형성, 동아시아 세계의 발전, 동아시아 세계의 변동                   |       |
| 서아시아·인도 지역의 역사    | 서아시아의 여러 제국과 이슬람 세계의 형성, 인도의 역사와 다양한 종교·문화의 출현   |       |
| 유럽·아메리카 지역의 역사    | 고대 지중해 세계, 유럽 세계의 형성과 동요, 유럽 세계의 변화, 시민 혁명과 산업 혁명 |       |
| 제국주의와 두 차례 세계 대전 | 제국주의와 민족 운동, 두 차례의 세계 대전                                          |       |
| 현대 세계의 변화             | 냉전과 탈냉전, 21세기의 세계                                                       |       |

### 경제(일반)
| 영역                 | 내용 | ebook |
| -------------------- | --- | ----- |
| 경제생활과 경제 문제 | 희소성, 합리적 선택 / 비용과 편익, 경제적 유인 / 시장경제 체제의 특징 / 가계, 기업, 정부의 경제활동                   |       |
| 시장과 경제활동      | 수요, 공급 / 노동 시장, 금융 시장 / 시장 균형 / 자원 배분의 효율성, 잉여 / 시장 실패, 정부 개입, 정부 실패            |       |
| 국가와 경제활동      | 경제 성장, 한국 경제의 변화 / 국민경제의 순환, 국내 총생산 / 실업, 인플레이션 / 총수요, 총공급 / 재정 정책, 통화 정책 |       |
| 세계 시장과 교역     | 무역 원리 / 무역 정책 / 외환 시장, 환율 / 국제 수지                                                                   |       |
| 경제생활과 금융      | 수입, 지출, 신용, 저축, 투자 / 자산과 부채의 관리 / 재무 계획 수립                                                    |       |

### 정치와 법(일반)
| 영역               | 내용 | ebook |
| ------------------ | --- | ----- |
| 민주주의와 헌법    | 정치의 기능, 법의 이념, 민주주의와 법치주의 / 헌법의 의의와 기본 원리 / 기본권의 내용, 기본권 제한의 요건과 한계 |       |
| 민주 국가와 정부   | 민주 국가의 정부 형태, 우리나라의 정부 형태 / 국가기관의 역할과 상호 관계 / 지방 자치의 의의, 현실, 과제         |       |
| 정치과정과 참여    | 정치과정, 정치 참여 / 선거와 선거 제도 / 정당, 이익집단과 시민단체, 언론                                         |       |
| 개인 생활과 법     | 민법의 의의와 기본 원리 / 재산 관계와 법 / 가족 관계와 법                                                        |       |
| 사회생활과 법      | 형법의 의의, 범죄의 성립과 형벌의 종류 / 형사 절차와 인권 보장 / 근로자의 권리와 법                              |       |
| 국제 관계와 한반도 | 국제 관계의 변화, 국제법 / 국제 문제와 국제기구 / 우리나라의 국제 관계, 한반도의 국제 질서                       |       |

### 사회·문화(일반)
| 영역                  | 내용 | ebook |
| --------------------- | --- | ----- |
| 사회·문화 현상의 탐구 | 사회·문화 현상을 보는 관점 / 양적 연구, 질적 연구 / 자료 수집 방법 / 사회/문화 현상의 연구 태도 및 윤리, 탐구 절차 |       |
| 개인과 사회 구조      | 개인과 사회의 관계, 사회화 / 지위, 역할, 역할 갈등 / 사회 집단, 사회 조직 / 일탈 행동, 일탈 이론                   |       |
| 문화와 일상생활       | 문화의 속성, 문화를 보는 관점 및 이해 태도 / 하위문화 / 대중문화, 대중매체 / 문화 변동                             |       |
| 사회 계층과 불평등    | 사회 불평등을 보는 관점 / 사회 이동, 사회 계층 구조 / 사회 불평등 양상 / 사회 복지, 복지 제도                      |       |
| 현대의 사회 변동      | 사회 변동 이론, 사회 운동 / 세계화, 정보화 / 저출산·고령화, 다문화적 변화 / 세계시민, 지속가능한 사회              |       |

### 생활과 윤리(일반)
| 영역                  | 내용 | ebook |
| --------------------- | --- | ----- |
| 현대의 삶과 실천 윤리 | 현대 생활과 실천윤리, 현대 윤리 문제에 대한 접근, 윤리 문제에 대한 탐구와 성찰, 삶과 죽음의 윤리, 생명윤리, 사랑과 성윤리 |       |
| 생명과 윤리           | 삶과 죽음의 윤리, 생명윤리, 사랑과 성윤리                                                                                 |       |
| 사회와 윤리           | 직업과 청렴의 윤리, 사회 정의와 윤리, 국가와 시민의 윤리                                                                  |       |
| 과학과 윤리           | 과학 기술과 윤리, 정보 사회와 윤리, 자연과 윤리                                                                           |       |
| 문화와 윤리           | 예술과 대중문화 윤리, 의식주 윤리와 윤리적 소비, 다문화 사회의 윤리                                                       |       |
| 평화와 공존의 윤리    | 갈등 해결과 소통의 윤리, 민족 통합의 윤리, 지구촌 평화의 윤리                                                             |       |

### 윤리와 사상(일반)
| 영역                  | 내용 | ebook |
| --------------------- | --- | ----- |
| 인간과 윤리 사상      | 인간의 삶에서 윤리사상과 사회사상은 왜 필요한가?, 우리의 삶에서 윤리사상과 사회사상은 어떤 역할을 하는가?                                 |       |
| 동양과 한국 윤리 사상 | 사상의 연원, 인의 윤리, 도덕적 심성, 자비의 윤리, 분쟁과 화합, 무위자연의 윤리, 현대 사회에서 한국과 동양윤리사상이 갖는 의의는 무엇일까? |       |
| 서양 윤리 사상        | 사상의 연원, 덕, 행복 추구의 방법, 신앙, 도덕의 기초, 옳고 그름의 기준, 현대의 윤리적 삶                                                  |       |
| 사회 사상             | 국가, 시민, 민주주의, 자본주의, 평화 |       |

### 고전과 윤리(진로)
| 영역                 | 내용                                    |
| -------------------- | --------------------------------------- |
| 자신과의 관계        | 격몽요결, 수심결, 윤리형이상학 정초     |
| 타인과의 관계        | 니코마코스 윤리학, 논어, 금강경         |
| 사회·공동체와의 관계 | 국가, 목민심서, 정의론                  |
| 자연·초월과의 관계   | 공리주의·동물해방, 노자·정자, 신약·꾸란 |

### 여행 지리(진로)
| 영역                                    | 내용 |
| --------------------------------------- | --- |
| 여행을 왜, 어떻게 할까?                 | 여행의 의미와 종류 / 교통수단과 여행 방식 / 지도 및 지리 정보 시스템의 활용 / 여행에 필요한 지식, 기능, 가치 및 태도 / 안전 여행 |
| 매력적인 자연을 찾아가는 여행           | 지형의 관광적 매력 / 지형과 인간 생활 / 기후의 관광적 매력 / 기후와 인간 생활 / 지구환경의 다양성과 지속가능성 / 우리나라의 자연 |
| 다채로운 문화를 찾아가는 여행           | 문화지역 / 세계 문화유산 / 문화 전파와 변동 / 촌락여행과 도시여행 / 우리나라의 문화                                              |
| 인류의 성찰과 공존을 위한 여행          | 산업 유산과 기념물여행 / 인류의 공존과 봉사여행 / 생태, 첨단, 문화 도시                                                          |
| 여행지와 여행지 주민이 모두 행복한 여행 | 여행 산업과 지역 / 책임 있는 여행 / 공정여행, 대안여행 / 지속가능한 관광 개발                                                    |
| 여행과 미래 사회 그리고 진로            | 여행 산업 / 여행 관련 직업 / 미래 세계와 여행 / 진로 탐색                                                                        |

### 사회문제 탐구(진로)
| 영역                      | 내용                                                                                       |
| ------------------------- | ------------------------------------------------------------------------------------------ |
| 사회문제의 이해           | 사회문제의 의미와 특징, 사회문제 탐구 방법과 절차, 사회문제 탐구 과정에서의 쟁점           |
| 게임 과몰입               | 정보사회의 의미와 특징, 게임 과몰입의 발생 원인과 해결 방안                                |
| 학교 폭력                 | 범죄의 현황과 유형, 학교 폭력의 발생 원인과 해결 방안                                      |
| 저출산·고령화에 따른 문제 | 출생과 사망의 사회적 의의, 저출산·고령화 현상으로 인해 나타날 수 있는 사회문제의 해결 방안 |
| 사회적 소수자에 대한 차별 | 사회적 소수자의 의미, 사회적 소수자에 대한 편견과 차별의 발생 원인과 해결 방안             |
| 사회문제 사례 연구        | 사회문제 사례 선정, 탐구 계획 수립과 해결 방안 도출, 보고서 작성 및 발표                   |

## 이전 교육과정

### 7차 교육과정
7차 교육과정에서 국민공통교육과정에 해당하는 사회, 국사, 도덕과 일반선택과목에 해당하는 시민 윤리와 인간사회와 환경, 심화선택과목에 해당하는 한국 지리, 세계 지리, 경제 지리, 한국근·현대사, 세계사, 법과 사회, 정치, 경제, 사회·문화가 있다.

#### 사회
제7차 교육과정 사회과 국민 공통 기본 교과목.
| 영역                         | 내용 |
| ---------------------------- | --- |
| 인간과 공간                  | 국토와 지리 정보, 자연 환경과 인간 생활, 생활 공간의 형성과 변화, 환경 문제와 지역 문제                                                                               |
| 인간과 시간                  | 문화권과 지구촌의 형성, 시민 사회의 발전과 민주시민, 한국사의 바른 이해, 선사 시대의 문화와 국가의 형성, 통치 구조와 정치 활동, 경제 구조와 경제생활, 민족문화의 발달 |
| 인간과 사회                  | 시민 사회의 발전과 민주 시민, 정치 생활과 국가, 국민 경제와 합리적, 선택, 공동체 생활과 사회 발전, 사회 변동과 미래 사회                                              |
| 국토와 지리 정보             | 국토 인식과 지리 정보, 지리 정보와 지도, 지리 정보의 이용 |
| 자연 환경과 인간 생활        | 지형과 인간 생활, 기후와 인간 생활, 환경과 자연 재해 |
| 생활 공간의 형성과 변화      | 장소의 인식과 입지 결정, 도시 체계와 내부 구조, 지역 생활권의 형성과 변화                                                                                             |
| 환경 문제와 지역 문제        | 환경 문제와 확산, 지역 개발과 환경 보전, 지역차와 지역 갈등, 문화권과 지구촌의 형성, 종교와 문화의 다양성, 상업의 발달과 생활권의 확대, 세계화의 지역화               |
| 시민 사회의 발전과 민주 시민 | 시민 혁명과 시민 사회의 발전, 산업 혁명과 자본주의의 발달, 산업 혁명과 자본주의의 발달, 사회적 쟁점과 합리적 의사 결정                                                |
| 정치 생활과 국가             | 현대 정치의 과제, 사회적 쟁점의 정치적 해결 과정, 민주 정치 발전과 시민 문화, 국민 소득과 경제 성장, 현대 경제 문제와 해결 방안, 세계 시장의 경제 경쟁과 협력         |
| 국민 경제와 합리적 선택      | 국민 소득과 경제 성장, 현대 경제 문제와 해결 방안, 세계 시장의 경제 경쟁과 협력                                                                                       |
| 공동체 생활과 사회 발전      | 공동체 생활의 제 문제, 문화 변동과 민족 문화의 발전, 한국 사회의 문제와 발전                                                                                          |
| 사회변동과 미래 사회         | 대변혁의 시대, 한국의 미래와 대응 과제, 미래 사회에 대비하는 시민의 자세                                                                                              |

#### 인간 사회와 환경
제7차 교육과정 사회과 선택 중심 교과목.
| 영역                    | 내용                                                              |
| ----------------------- | ----------------------------------------------------------------- |
| 인간 사회의 환경의 구조 | 인간과 환경, 인간과 시간, 인간과 사회                             |
| 인간 사회의 탐구        | 지역 조사와 분석, 역사 이해와 탐구, 사회 조사 방법                |
| 산업화와 현대 사회      | 산업화의 지리적 배경, 산업화의 발달 과정, 현대 사회의 구조        |
| 지역화의 지방 자치      | 지역화와 지역성, 지역의 역사와 문화, 지역 사회의 정치와 경제      |
| 지역화의 지방자치       | 지역화의 지역성, 지역의 역사와 문화, 지역 사회의 정치와 경제      |
| 세계화와 세계의 이해    | 세계화와 지구촌 시대, 지구촌의 현안 시대, 국제 사회의 이해        |
| 정보화와 정보 사회      | 시, 공간 개념의 변화, 정보 사회의 특징, 정보화와 미래 사회        |
| 새로운 세계의 창조      | 해양과 우주로의 진출, 통일 한국의 미래상, 환경 친화적인 인간 사회 |

#### 국사
제7차 교육과정 역사과 공통, 선택 중심 교과목.
| 영역                           | 내용                                                    |
| ------------------------------ | ------------------------------------------------------- |
| 한국사의 바른 이해             | 역사 학습의 목적, 한국사와 세계사                       |
| 선사 시대의 문화와 국가의 형성 | 선사 시대의 전개, 국가의 형성                           |
| 통치 구조와 정치 활동          | 고대의 정치, 중세의 정치, 근세의 정치, 정치적 변화      |
| 경제 구조와 경제 생활          | 고대의 경제, 중세의 경제, 근세의 경제, 경제 상황의 변동 |
| 사회 구조와 사회 생활          | 고대의 사회, 중세의 사회, 근세의 사회, 사회의 변동      |
| 민족 문화의 발달               | 고대의 문화, 중세의 문화, 근세의 문화, 문화의 새 기운   |

#### 한국근·현대사
제7차 교육과정 역사과 선택 중심 교과목.
| 영역                   | 내용 |
| ---------------------- | --- |
| 한국 근ㆍ현대사의 이해 | 근대 사회의 태동, 근대 사회의 특성, 현대 사회의 바른 이해                                                                                      |
| 근대 사회의 전개       | 외세의 침략적 접근과 저항, 개화 운동과 근대적 개혁의 추진, 구국 민족 운동의 전개, 개항 이후의 경제와 사회, 근대 문물의 수용과 근대 문화의 형성 |
| 민족 독립 운동의 전개  | 일제의 침략과 민족의 수난, 3ㆍ1운동과 대한민국 임시 정부, 무장 독립 전쟁의 전개, 사회ㆍ경제적 민족 운동, 민족 문화 수호 운동                   |
| 현대 사회의 발전       | 대한민국의 수립, 민주주의의 시련과 발전, 통일 정책과 평화 통일의 과제,                                                                         |

#### 세계사
제7차 교육과정 역사과 선택 중심 교과목.
| 영역                           | 내용 |
| ------------------------------ | --- |
| 시간, 공간, 그리고 인간        | 문명의 새벽과 고대 문명 - 인류 문화의 기원, 문명의 발생, 고대 아시아 세계, 고대 지중해 세계, 아메리카와 아프리카의 세계                                       |
| 아시아 세계의 확대와 동서 교류 | 동아시아 세계의 형성과 확대, 인도와 동남 아시아 세계의 전개, 이슬람 세계의 형성과 확대, 동서 문화의 교류                                                      |
| 유럽의 봉건 사회               | 유럽 세계의 형성, 서유럽 봉건 사회의 전재, 비잔틴 세계, 중세 유럽 사회의 변화                                                                                 |
| 아시아 사회의 성숙             | 명ㆍ청대의 중국 사회, 조선과 일본의 발전, 무굴제국과 동남 아시아의 발전, 서아시아 전통 사회의 발전                                                            |
| 유럽 근대 사회의 성장과 확대   | 근대 의식의 성장, 절대주의의 성립과 발전, 유럽 세계의 확대와 아메리카ㆍ아프리카 세계, 자본주의의 발전과 산업 혁명, 시민혁명, 시민 사회의 발전과 19세기의 문화 |
| 아시아 세계의 근대적 발전      | 동아시아의 근대화 운동, 인도와 동남 아시아의 근대적 상장, 서아시아의 민족 운동                                                                                |
| 제국주의와 두 차례의 세계 대전 | 제국주의와 제1차 세계 대전, 두 차례의 세계 대전 사이의 세계, 전체주의의 대두와 제2차 세계 대전                                                                |
| 전후 세계의 발전               | 냉전체제의 전개와 변화, 첨단 과학 기술의 발달과 자본주의의 고도 성장, 20세기의 사회와 문화, 사회주의권의 붕괴와 급변하는 세계, 세계의 오늘과 내일             |

#### 한국 지리
제7차 교육과정 사회과 선택 중심 교과목.
| 영역                    | 내용                                                        |
| ----------------------- | ----------------------------------------------------------- |
| 국토의 이해             | 정보화 사회와 지리 정보, 위치와 지역 형성                   |
| 국토의 자연 환경        | 기후와 생활, 지형과 생활, 생활권 형성 기능                  |
| 생활권 형성 기능        | 자원, 공업, 서비스 산업                                     |
| 생활권의 형성과 변화    | 인구, 도시, 지역 개발                                       |
| 여러 지역의 생활        | 수도권, 평야 지역, 산지 지역, 해안 지역                     |
| 국토 통일의 과제와 노력 | 북부 지역의 이해, 국토의 잠재력과 국토 통일                 |
| 지역 간 상호 의존       | 지역 간 상호 보완과 복지 국가 건설, 세계 평화 유지에의 기여 |

#### 세계 지리
제7차 교육과정 사회과 선택 중심 교과목.
| 영역                                  | 내용                                                                               |
| ------------------------------------- | ---------------------------------------------------------------------------------- |
| 세계와 지리                           | 지역 정보와 지리 학습, 세계의 자연 환경, 세계의 인문 환경                          |
| 우리와 가까운 국가들                  | 중국, 일본                                                                         |
| 일찍 산업화된 국가들                  | 유럽 연합 국가들, 미국과 캐나다, 오스트레일리아와 뉴질랜드                         |
| 지역 개발에 활기를 띠는 국가들        | 동남 및 남부 아시아, 서남 아시아 및 북부 아프리카, 중·남부 아프리카, 라틴 아메리카 |
| 사회주의 붕괴 이후 변화를 겪는 국가들 | 러시아와 그 주위 국가들, 동부 유럽                                                 |
| 세계의 과제                           | 환경 문제, 지역 갈등과 상호 협력                                                   |

#### 경제 지리
제7차 교육과정 사회과 선택 중심 교과목.
| 영역                      | 내용                                                                                         |
| ------------------------- | -------------------------------------------------------------------------------------------- |
| 경제 활동과 지역 발전     | 경제 활동과 지역 변화, 세계 경제 발전과 경제 환경 변화                                       |
| 자원과 자원 문제          | 자원과 환경, 식량 자원, 광물 및 에너지 자원, 물 자원과 삼립 자원                             |
| 공업과 무역               | 공업과 인간 생활, 공업 입지 이론, 공업 발달과 공업 지역, 무역과 경제 발전                    |
| 서비스 산업               | 서비스산업과 인간 생활, 도·소매업의 입지와 변화, 교통과 정보 및 지식 산업, 여가 및 관광 산업 |
| 지역 개발과 환경 문제     | 지역 개발의 이론과 실제, 지역 갈등과 환경 문제                                               |
| 세계 경제와 우리나라 경제 | 세계 경제 협력 기구와 다국적 기업, 세계 경제에서 우리나라 경제의 위상                        |

#### 법과 사회
제7차 교육과정 사회과 선택 중심 교과목.
| 영역                   | 내용                                                                                      |
| ---------------------- | ----------------------------------------------------------------------------------------- |
| 법의 이념과 권리, 의무 | 법의 의의와 구조, 법의 일반 원칙과 법 적용, 권리와 의무                                   |
| 개인 생활과 법         | 권리 능력과 미성년자의 권리, 가족 관계와 법, 민법의 기본 원리와 법 문제                   |
| 사회 생활과 법         | 학교 생활과 법, 여성과 법, 소비자의 권리 보호, 근로자의 권리와 법, 환경과 법              |
| 국가 생활과 법         | 기본권 보장, 행정법과 행정 구제 제도, 범죄와 형벌, 재판의 종류와 원칙, 국제법과 국제 분쟁 |
| 법 생활의 발전과 과제  | 법 문화와 법 의식, 법률 구조 제도와 미래 사회의 법                                        |

#### 정치
제7차 교육과정 사회과 선택 중심 교과목.
| 영역                 | 내용                                                                              |
| -------------------- | --------------------------------------------------------------------------------- |
| 시민 생활과 정치     | 국가와 정치 생활, 민주주의의 이념과 원리, 민주 정치의 발전, 민주 정치와 정부 형태 |
| 정치 과정과 참여     | 현대 정치 과정과 참여, 선거와 참여, 정당과 이익 집단, 여론과 언론                 |
| 우리나라의 민주 정치 | 헌법의 이념과 원리, 국민의 권리와 의무, 통치 기구                                 |
| 국제 사회와 정치     | 국제 사회의 발달, 국제 관계와 국제 기구, 국제 관계의 변화, 우리나라의 국제 관계   |
| 정치 발전의 과제     | 정치 발전의 의미, 현대 민주 사회의 과제, 민주적 정치 문화, 민족 통일의 과제       |

#### 경제
제7차 교육과정 사회과 선택 중심 교과목.
| 영역                              | 내용                                                                    |
| --------------------------------- | ----------------------------------------------------------------------- |
| 경제 생활의 이해와 경제 문제 해결 | 경제 생활의 의미, 경제 문제의 해결방법, 경제 체제의 변천 과정           |
| 시장과 경제 활동                  | 시장 가격의 기능, 시장 가격의 결정과 변동, 시장 기능의 한계와 보완 대책 |
| 경제 주체의 합리적 선택           | 바람직한 소비 선택, 효율적인 기업 경영과 기업윤리, 책임 있는 재정 운용  |
| 국민 경제의 활동과 경제 변동      | 국민 경제의 흐름, 경제 성장과 안정화 정책                               |
| 세계 시장과 한국 경제의 미래 전망 | 국제 거래와 경쟁력, 한국 경제의 미래 전망, 인류 공동체와 경제 협력      |

#### 사회·문화
제7차 교육과정 사회과 선택 중심 교과목.
| 영역                    | 내용                                                                                            |
| ----------------------- | ----------------------------------------------------------------------------------------------- |
| 사회·문화 현상의 탐구   | 탐구 대상으로서의 사회·문화 현상, 사회·문화 현상의 탐구 방법, 사회·문화 현상의 탐구와 일상 생활 |
| 개인과 사회 구조        | 개인 생활과 사회 구조의 탐구, 집단과 조직 생활의 이해, 사회 계층 현상의 이해                    |
| 공동체 생활과 지역 사회 | 가족 생활과 친족 관계의 이해, 농촌과 도시 사회의 분석, 지역과 국가 공동체의 균형 발전           |
| 인간과 문화 현상의 이해 | 인간의 문화 창조, 문화의 숙성과 일상 생활의 이해, 문화 변동과 민족 문화의 발전                  |
| 현대 사회와 사회 문제   | 현대 사회의 특징, 현대 사회 문제와 대책, 가치관과 사회 발전, 미래 사회의 전망과 대응            |
| 미래 사회의 전망과 대응 | 정보 사회의 전재와 대응, 민주 복지 사회의 이상과 전망, 한민족의 현재와 미래                     |

### 2009 개정 교육과정
2009 개정 교육과정에서는 과목마다 달랐던 수업 시수를 5단위로 통일하고, 일반 선택 과목들이 사라졌다. 또한 한국근·현대사와 국사가 한국사라는 교과명으로 합쳐졌으며, 세계사와의 연계도가 높아졌다. 또한 선택자 수가 적었던 경제 지리가 한국 지리와 세계 지리에 흡수되었으며, 연계도가 높았으나 선택률이 낮았던 법과 사회가 정치와 합쳐져 법과 정치가 되었다. 또한 세계사에서도 동아시아의 역사 부분을 분리하여 동아시아사라는 과목을 신설했다. 수능 때 윤리와 사상과 별개의 과목으로 응시할 수 있도록 바뀌었다. 이후 생활과 윤리의 선택자 수가 압도적으로 증가하는 계기가 되었다.

#### 한국사
- 우리 역사의 형성과 발전
- 조선 사회의 변화와 서구 열강의 침략적 접근
- 동아시아의 변화와 조선의 근대 개혁 운동
- 근대 국가 수립 운동과 일본 제국주의의 침략
- 일제의 식민지 지배와 민족 운동의 전개
- 전체주의의 대두와 민족 운동의 발전
- 냉전 체제와 대한민국 정부의 수립
- 대한민국의 발전과 국제 정세의 변화
- 세계화와 우리의 미래

#### 한국지리
- 세계화 시대의 국토 인식
- 지형 환경과 생태계
- 변화하는 기후 환경
- 거주와 여가의 공간
- 생산과 소비의 공간
- 우리나라의 지역 이해
- 국토의 지속 가능한 발전

#### 세계지리
- 세계화와 지역 이해
- 세계의 다양한 문화와 여행
- 세계의 자연환경
- 세계화 시대의 경제 활동
- 세계화 시대의 인구와 도시
- 갈등과 공존의 세계

#### 동아시아사
- 동아시아 역사의 시작
- 인구 이동과 문화의 교류
- 생산력의 발전과 지배층의 교체
- 국제 질서의 변화와 독자적 전통의 형성
- 국민 국가의 모색
- 오늘날의 동아시아

#### 세계사
- 역사와 인간
- 도시 문명의 성립과 지역 문화의 형성
- 지역 문화의 발전과 종교의 확산
- 지역 경제의 성장과 교류의 확대
- 지역 세계의 팽창과 세계적 교역망의 형성
- 서양 근대 국민 국가의 형성과 산업화
- 제국주의의 침략과 민족 운동
- 현대 세계의 변화

#### 법과 정치
| 영역                   | 내용 |
| ---------------------- | ---- |
| 민주정치와 법          |      |
| 민주정치의 과정과 참여 |      |
| 우리나라의 헌법        |      |
| 개인 생활과 법         |      |
| 사회 생활과 법         |      |
| 국제정치와 법          |      |

#### 경제
- 경제생활과 경제 문제의 이해
- 경제 주체의 역할과 의사 결정
- 시장과 경제 활동
- 국민 경제의 이해
- 세계 시장과 한국 경제
- 경제생활과 금융

#### 사회·문화
- 사회·문화 현상의 탐구
- 개인과 사회 구조
- 문화와 사회
- 사회 계층과 불평등
- 일상생활과 사회 제도
- 현대 사회와 사회 변동

## 같이 보기
- 대한민국의 고등학교 도덕 교과목
- 실용주의
- 공리주의
- 실존주의
- 쾌락주의
- 구성주의